# Brooke Nevin
Brooke Nevin, née le 22 décembre 1982 à Toronto, Ontario (Canada) est une actrice canado-américaine.
Elle est principalement connue à la télévision canadienne.
Elle se fait remarquer par l'un des premiers rôles du teen drama Animorphs (1998-1999).
Dès lors, elle apparaît dans diverses séries télévisées, le temps d'un épisode ou plus (Worst Week : Pour le meilleur… et pour le pire ! (2008-2009), Chicago Fire (2013), Les Experts (2012-2015), Scorpion (2016)...). Elle a aussi joué quelques rôles réguliers dans des séries comme Les 4400 (2004-2006), Imaginary Bitches (2008-2009), Breakout Kings (2011-2012), Cracked (2013), Call Me Fitz (2010-2013).
Au cinéma, elle joue dans des productions indépendantes et des séries B, et elle occupe la vedette de nombreux téléfilms.

## Biographie
Son père est un ancien joueur de hockey et elle a une sœur plus jeune qui est, elle aussi, actrice, Kayleigh Natascha. Elle a été élevée à Toronto, avant de déménager avec sa famille à New York puis, finalement, à Los Angeles.
Durant son enfance, elle est inscrite dans des classes de danse. Elle y apprend le jazz et le ballet, puis elle se tourne vers la musique avec la flûte et le piano. Elle a été membre du chœur de son école et a fait partie de la troupe de l'East York Youth. Elle se découvre un talent pour la comédie après avoir joué dans une pièce scolaire. En parallèle, elle excelle dans ses études. Diplômée de son lycée, elle suit une formation d'immersion, en français, dès la sixième. Elle est ainsi à l'aise avec la langue française, à l'écrit comme à l'oral,.
Elle obtient un agent et commence à passer des auditions.

### Carrière
Elle est adolescente lorsque sa carrière décolle, à la télévision, avec le rôle principal de Rachel dans la série télévisée Animorphs. Il s'agit d'un teen drama de science-fiction basé sur la série de livres Animorphs. En France, la série a été diffusée sur TF1 du 1er septembre 1999 au 16 février 2000 dans l'émission TF! Jeunesse.
En 2004, elle est la jeune héroïne du téléfilm Un Noël trop cool, évoluant aux côtés des vétérans George Hamilton et Donna Mills. Cette production refait parler d'elle, en 2019 sur les réseaux sociaux, lorsque le public réalise qu'il existe une version canadienne, dans laquelle le couple vedette est homosexuel et une version américaine, plus conservatrice, dans laquelle le couple est hétérosexuel. Le réalisateur explique qu'il était difficile d'obtenir un financement pour les films mettant en avant des personnages gays et qu'il avait alors choisi de tourner deux versions afin de pouvoir mieux vendre son projet.
En 2006, elle joue le rôle de l'héroïne poursuivie par un tueur dans Souviens-toi... l'été dernier 3, un navet très mal reçu par la critique et par les fans qui fait suite aux films Souviens-toi... l'été dernier (1997) et Souviens-toi... l'été dernier 2 (1998).
Entre 2011 et 2012, elle est l'une des actrices principales de la série d'action Breakout Kings du réseau A&E. L'épisode pilote a obtenu une audience de 2,8 millions de téléspectateurs sur A&E. Ce résultat est la meilleure audience pour le lancement d'une nouvelle série sur la chaîne. Un mois après la finale de la deuxième saison, la série a été annulée par A&E le 17 mai 2012, en partie parce que le producteur exécutif, Matt Olmstea s'engager sur la nouvelle série Chicago Fire, diffusée à l'automne 2012 sur le réseau NBC.
En 2012, elle est l'héroïne du téléfilm de Noël Les 12 cadeaux de Noël (basé sur la comptine Les douze jours de Noël) avec Robin Dunne. Cette année-là, elle obtient le rôle de l'une des enfants de Ted Danson dans la série policière populaire Les Experts.
En 2013, elle apparaît dans quelques épisodes de la saison 1 de Chicago Fire puis elle décroche un rôle régulier dans la deuxième saison de Cracked à la place de Stefanie von Pfetten. Cracked ne connait cependant pas de troisième saison à la suite de réductions budgétaires gouvernementales poussant le réseau CBC à revoir sa ligne créatrice.
En 2016, elle est à l'affiche, aux côtés de Candace Cameron Bure et Oliver Hudson, du téléfilm Hallmark Channel Le Temps d'un Noël réalisé par Mel Damski.
Rompue à l’exercice de l'unitaire saisonnier, elle incarne, en 2017, une urgentiste dans La plus belle étoile, dans lequel elle partage la vedette avec Patrick Duffy. La même année, elle défend aussi Une mère de trop, un thriller qui l'oppose à Vanessa Marcil,.

## Filmographie

### Actrice

#### Cinéma

##### Longs métrages
- 1998 : Short for Nothing de Siona Ankrah Cameron : Dawn/Daughter
- 2006 : Comeback Season de Bruce McCulloch : Christine Pearce
- 2006 : Souviens-toi... l'été dernier 3 (I'll Always Know What You Did Last Summer) de Sylvain White : Amber Williams (vidéofilm)
- 2007 : One of Our Own d'Abe Levy : Marie (scènes coupées)
- 2007 : The Comebacks de Tom Brady : Michelle Fields
- 2008 : Sherman's Way de Craig M. Saavedra : Addy
- 2009 : Infestation de Kyle Rankin : Sarah
- 2009 : My Suicide de David Lee Miller : Sierra Silver
- 2012 : Alter Egos de Jordan Galland : Claudel
- 2015 : Stolen from the Suburbs d'Alex Wright : Anna
- 2015 : Construction de Malcolm Goodwin : Jessica
- 2018 : The Thinning: New World Order de Michael J. Gallagher : Dr. Langley

##### Courts métrages
- 2013 : Sick Building Syndrome de Michael Gilvary : Amy
- 2014 : Vultures in the Void d'Arvin Bautista : Sunset Bismarck
- 2015 : Zelos de Thoranna Sigurdardottir : Ari, l'amie de Maria
- 2016 : Snapdragons de Sean U'Ren : Rachel
- 2017 : The Games We Play d'Annika Marks et Rich Newey : Arielle
- 2018 : The Enchantress of Number de Rebecca Murga : Athina de Witte
- 2019 : Power of Termination d'Anna Rak : Erica

#### Télévision

##### Séries télévisées
- 1996 : Jonovision : Little Miss Muffet (1 épisode)
- 1997 : Chair de poule (Goosebumps) : Erin Wright (saison 3, épisode 1)
- 1998 - 1999 : Animorphs : Rachel Berenson (26 épisodes)
- 1999 : Fais-moi peur ! (Are You Afraid of the Dark?) : Dani
- 1999 : Destins croisés : Katie jeune (1 épisode)
- 1999 : Crypte Show : Jan (1 épisode)
- 2000 : Jett Jackson : Cherilee (1 épisode)
- 2001 : Unité 156 : Lissa (1 épisode)
- 2001 : Doc : Blair (1 épisode)
- 2002 : I Love Mummy : Brenda Hadley[19]
- 2002 : Franchement bizarre : Claudia Marinelli[19]
- 2003 : Skin : Roxy (mini-série - saison 1, épisode 4)
- 2004 : Strange Days at Blake Holsey High : Diana Music (1 épisode)
- 2004 - 2006 : Les 4400 : Nikki Hudson (récurrente saison 1 et invitée saisons 2 et 3 - 8 épisodes)
- 2005 : FBI : Portés disparus (Without a Trace) : Nell Clausen (saison 3, épisode 11)
- 2005 : Charmed : Hope (saison 7, épisode 18)
- 2005 : Head Cases : Madeline Barton (1 épisode)
- 2005 : Smallville : Buffy Sanders (saison 5, épisode 5)
- 2005 : Supernatural : Katherine (saison 1, épisode 10)
- 2006 : Everwood : Ellie (saison 4, épisode 13)
- 2006 : My Boys : Traci (1 épisode)
- 2007 : Grey's Anatomy : Tricia Hale (saison 4, épisode 8)
- 2008 : Eli Stone : Molly Foster (saison 1, épisode 9)
- 2008 : Earl : La fille de Kimmi (saison 4, épisode 6)
- 2008 - 2009 : Worst Week : Pour le meilleur... et pour le pire ! : Chloé (4 épisodes)
- 2008 - 2009 : Imaginary Bitches : Brooke (11 épisodes)
- 2009 : NCIS : Enquêtes spéciales : Rachael Sparks (saison 7, épisode 5)
- 2010 : How I Met Your Mother : Amanda (saison 5, épisode 18)
- 2010 : Pour le meilleur et le pire : Kelly (saison 4, épisode 26)
- 2010 : The League : Lily (saison 2, épisode 2)
- 2010 - 2013 : Call Me Fitz : Sonya Lester (27 épisodes)
- 2011 - 2012 : Breakout Kings : Julianne Simms (23 épisodes[20])
- 2012 : Underwater : Veronica (1 épisode)
- 2012 / 2014 / 2015 : Les Experts : Maya (saison 12, épisode 22 / saison 13, épisode 1 / saison 15, épisodes 1 et 13)
- 2013 : Chicago Fire : Tara Little, la stagiaire (saison 1, 4 épisodes)
- 2013 : Cracked : Dr Clara Malone (8 épisodes)
- 2014 : Motive : Heather Williamson (saison 2, épisode 6)
- 2014 : Perception : Shelby Coulson (saison 3, épisodes 8,9 et 10)
- 2015 : Longmire : Nikki (1 épisode)
- 2015 : Major Crimes : Mrs. Palmer (1 épisode)
- 2016 : Quantum Break : Emily Burke (4 épisodes)
- 2016 : Scorpion : Linda (saison 2, épisodes 14, 15, 21, 22 et 23)
- 2017 : L'Arme fatale : Sara Burns (saison 2, épisode 2)
- 2018 : S.W.A.T. : Ally (saison 1, épisode 9)
- 2018 : Carter : Winter Wood (2 épisodes)
- 2022 : Magnum (Magnum P.I.) : Emily Pratt (saison 4, épisode 10)
- 2024 : Tracker : Patti Palmer (saison 2, épisode 2)

##### Téléfilms
- 1998 : Running Wilde de Timothy Bond : Angela Robinson
- 2001 : Haven de John Gray : Terri Sayles
- 2001 : Recherche jeune femme aimant danser (Loves Music, Loves to Dance) de Mario Azzopardi : Anne Sheridan
- 2002 : Cœurs coupables de Marcus Cole : Missy Carrow
- 2004 : Un Noël trop cool (A Very Cool Christmas) de Sam Irvin : Lindsay Dearborn
- 2006 : La conviction de ma fille de David Winkler : Jo Hansen
- 2009 : Catherine & Annie d'America Young : Lauren
- 2009 : Danse avec moi (Come Dance at My Wedding) de Mark Jean : Cyd Merriman
- 2015 : La lettre de Holly (Signed, Sealed, Delivered: From Paris with Love) de Kevin Fair : Caitlin
- 2015 : Les 12 Cadeaux de Noël d'Harvey Crossland : Maggie Chalke
- 2016 : Le Temps d'un Noël de Mel Damski : Sarah
- 2016 : L'amour est là où on ne l'attend pas de David S. Cass Sr. : Kelsey
- 2017 : Une mère de trop  de Craig Goldstein : Vanessa
- 2017 : La plus belle étoile de Noël (The Christmas Cure) de John Bradshaw : Vanessa Turner
- 2018 : Ma cible pour Noël (Jingle Around the Clock) de Paul Ziller : Elle Bennett (également scénariste et productrice)
- 2020 : Un assassin dans ma famille (DNA Killer) de Lisa France : Sarah
- 2021 : Sirop d'amour (Sweet as Maple Syrup) de Caroline Labrèche : Rachelle (non crédité sur les sites spécialisés)
- 2021 : Une invitation inattendue pour Noël (Crashing Through the Snow) de Rich Newey : Kate Reynolds
- 2022 : New York avec toi (Meet Me in New York) de Adrian Langley : Kelly Bouchard

### Réalisatrice
- 2021 : Ton petit ami doit mourir (Her Deadly Boyfriend)

## Distinctions
Sauf indication contraire ou complémentaire, les informations mentionnées dans cette section proviennent de la base de données IMDb.

### Nominations
- Young Artist Awards 1999 : meilleure performance par une jeune actrice dans un second rôle dans une mini-série ou un téléfilm pour Running Wirld
- Daytime Emmy Awards 2009 : meilleur nouveau programme pour Imaginary Bitches
- Festival de télévision de Monte-Carlo 2011 : meilleure actrice dans une série télévisée comique pour Call Me Fitz
- Festival de télévision de Monte-Carlo 2012 : meilleure actrice dans une série télévisée comique pour Call Me Fitz
- Prix Gemini 2011 : 
  - meilleure actrice dans une série télévisée comique pour Call Me Fitz
  - meilleure distribution dans une série télévisée comique pour Call Me Fitz
- Leo Awards 2015 : meilleure actrice invitée dans une série télévisée dramatique pour Motive